# 人事登記審裁處
人事登記審裁處（英語：Registration of Persons Tribunal）於1987年根據《人事登記條例》(第177章)第3C條的規定成立的香港公營機構，負責處理人事登記主任拒絕發給香港永久性居民身分證的人或人事登記主任宣布已發的香港永久性居民身分證無效的人提出的上訴。現任人事登記審裁處總審裁員是王俊光。

## 外部連結
- 人事登記審裁處 （页面存档备份，存于）